# シトクロムP450

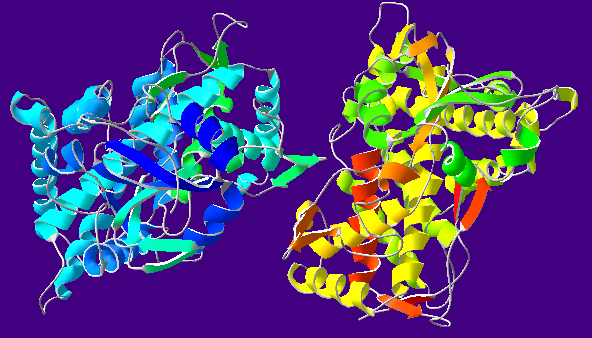
Cytochrome P450 Oxidase (CYP2C9)

シトクロムP450（英語: Cytochrome P450）は特定の酸化還元酵素ファミリーに属する酵素の総称である。単にP450あるいはCYP（シップ）と呼ばれることがある。様々な基質を酸化し、多くの役割を果たす。肝臓において解毒を行う酵素として知られているとともに、ステロイドホルモンの生合成、脂肪酸の代謝や植物の二次代謝など、生物の正常活動に必要な様々な反応に関与している。NADPHなどの電子供与体と酸素を用いて基質を酸化することも共通である。シトクロムP450は細胞内の小胞体に多く、一部はミトコンドリアに存在する。動物では肝臓に多く、特によく研究されている。
ゲノムプロジェクトによって一部の細菌を除く大部分の生物（大腸菌には見つかっていない）にその遺伝子があることが明らかにされた。例えばヒトには57個の遺伝子がある。また、植物のシトクロムP450は基質特異性が高く、多くの種類が存在するとされている、例えばイネにおいては候補遺伝子が400以上も発見されている。しかし、機能がわかっているものは少ない。

## 構造
すべてのシトクロムP450は約500アミノ酸残基からなり、活性部位にヘムを持つ。保存されたシステイン残基と水分子がヘムの鉄原子にリガンドとして配位する。基質が酵素に結合すると、水がはずれ酸素が結合できるようになる。シトクロムとは以上のような構造的特徴、および反応過程で鉄が酸化・還元を受ける点で類似性があるが、シトクロムは一般に酵素でなく電子伝達タンパク質であって機能が異なる。
一酸化炭素が還元型の酵素の活性部位の鉄原子に結合すると、450ナノメートル（可視光領域）の波長を持つ電磁波に対し吸収極大を示すので、ピグメント（色素）450という意味で大村恒雄と佐藤了により1964年に命名された。

## 分類・命名
シトクロムP450はアミノ酸配列の相同性に基づいて分類され、40%以上相同のものをファミリー、55%以上相同のものをサブファミリーとして分類する。
たとえば「CYP1A1」というように表記し、最初の数字1は「ファミリー1」、Aは「サブファミリーA」、最後の数字1が特定の蛋白質（遺伝子はCYP1A1と斜体で表記する）を示す（別の生物種でも明らかに対応する場合には同じ名にする）。
| 群 | 亜群 | 分子種  | 主な基質                                                                                                   |
| -- | ---- | ------- | --- |
| 1  | A    | CYP1A1  | ベンゾピレン                                                                                               |
| 1  | A    | CYP1A2  | アセトアミノフェン、プロプラノロール、カフェイン、テオフィリン                                             |
| 2  | A    | CYP2A6  | テガフール、ニコチン                                                                                       |
| 2  | B    | CYP2B6  | シクロホスファミド、ケタミン                                                                               |
| 2  | C    | CYP2C8  | パクリタキセル                                                                                             |
| 2  | C    | CYP2C9  | イブプロフェン、ジクロフェナク、フェニトイン、ワルファリン                                                 |
| 2  | C    | CYP2C19 | ジアゼパム、オメプラゾール、ランソプラゾール、クロピドグレル                                               |
| 2  | D    | CYP2D6  | タモキシフェン、フルボキサミン、ハロペリドール、プロプラノロール、コデイン                                 |
| 2  | E    | CYP2E1  | ハロタン、エンフルラン、アセトアミノフェン、アセトン、エタノール、トルエン、ベンゼン                       |
| 3  | A    | CYP3A4  | アミオダロン、カルバマゼピン、エリスロマイシン、タクロリムス、タモキシフェン、パクリタキセル、ドセタキセル |
| 3  | A    | CYP3A5  | テストステロン、クラリスロマイシン                                                                         |

## 機能

### 異物代謝（解毒作用など）
さまざまなシトクロムP450の基質は脂溶性で、蓄積すると毒になるものが多い。たとえば、ポリ塩化ビフェニル(PCB)、フェノバルビタールをはじめとする薬物、ステロイドなどである。これら基質の多くにはシトクロムP450の発現を誘導する性質もある。シトクロムP450はこれらの分子を水酸化して、排出されやすい水溶性の物質に変える。一方、ベンゾピレンなどの発癌物質では逆にシトクロムP450による水酸化で発癌性が生じることが明らかにされている。

### 薬物相互作用
カルシウム拮抗剤などでグレープフルーツジュースとの併用により副作用が増強することがある。これはCYP3A4の活性が阻害され薬物の代謝が遅くなるためとされ酵素阻害と呼ばれる。逆にセイヨウオトギリはCYP3A4を誘導し薬物の代謝を速め酵素誘導と呼ばれる。このほかにもシトクロムP450が関係した薬物の相互作用がありうるので注意が必要である。その他、CYP2D6などの遺伝的多型により各種薬物の代謝速度に個人差が現れることが知られている。

### コレステロール生合成など
CYP51は現在シトクロムP450の存在が知られるすべての生物種に見つかっており最も基本的な分子種と考えられている。これは多くの生物でステロイド生合成の基本となるステロール14α-脱メチル化酵素活性を有しており、特に真菌では生存に必要なエルゴステロールの合成に関与するため、アゾール系などのシトクロムP450阻害剤が殺菌剤・抗真菌薬として用いられる。
動物のステロイドホルモン合成においてもエストロゲン合成に関わるCYP19（アロマターゼ）など重要なものがある。またプロスタサイクリン（プロスタグランジンPGI2）などの合成にも関与するものがある。

## 転写調節
CYP1-CYP4はそれぞれ薬物代謝に関与する（上記参照）が、これらの酵素の誘導は薬物がリガンドとしてある受容体に結合することにより行われる。関与する受容体は以下の通りである。
- CYP1ファミリー→芳香族炭化水素受容体(Aryl Hydrocarbon Receptor、AhR)
- CYP2ファミリー→構成的アンドロスタン受容体 (constitutive androstane Recptor、CAR)
- CYP3ファミリー→プレグナンX受容体(pregnane X Recptor、PXR)
- CYP4ファミリー→ペルオキシソーム増殖剤応答性受容体(α-Peroxisome Proliferated-Activated Receptor α、PPARα)

これらの受容体がリガンド結合後、DNA上のプロモーター領域に結合して各CYP遺伝子の転写亢進を行う。